# Richard Hickock

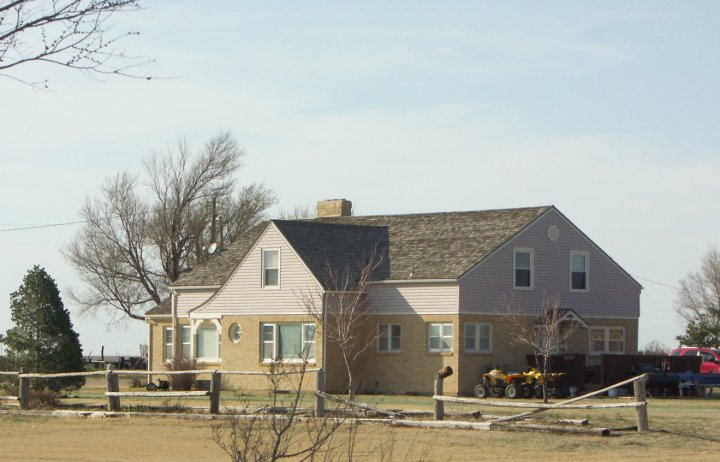
Familjen Clutters hem 2009.

Richard Eugene Hickock, född 6 juni 1931, död 14 april 1965, var en av två dömda mördare, som mördade fyra av medlemmarna i familjen Clutter i Holcomb, Kansas den 15 november 1959. Brottet blev mycket känt genom Truman Capotes dokumentärroman Med kallt blod. Tillsammans med Perry Smith utförde Hickock överfallet och massmordet i Clutters hem.

## Biografi
Richard Hickock var son till ett par lantbruksarbetare och född i Kansas City, Kansas. Föräldrarna var skötsamma men stränga. De hade inte råd att betala för vidare utbildning för sina barn, så Richard, kallad Dick, började arbeta som mekaniker efter high school. Han skadades i en bilolycka 1950, vilket ledde till både förändrat utseende och personlighetsförändringar. Han försökte genom olika arbeten betala sina sjukhusräkningar, men var hårt skuldsatt när han vid 26 års ålder första gången dömdes till fängelse.
Han gifte sig första gången vid 19 års ålder och fick med frun ett barn, men skildes från henne och gifte om sig med en annan kvinna och fick två barn till. Han kunde inte försörja sina barn eller sig själv och stal ett gevär vilket ledde till fängelsestraff vid 26 års ålder. I fängelset mötte han sin medbrottsling Perry Smith och en tidigare anställd i Herbert Clutters lantbruk. Den sistnämnde berättade om Clutters rikedomar och kassaskåp. Hickock och Smith beslutade sig för att bryta sig in och tvinga av Clutters dessa pengar och planerade hur de skulle genomföra det.

### Brotten hos Clutter
Inbrottet, överfallen och morden genomfördes den 15 november 1959. De två äldsta döttrarna Clutter var inte hemma utan bodde på sina studieorter. I hemmet fanns paret Clutter och de bägge yngre barnen. Något kassaskåp och några pengar fanns inte i hemmet. De fyra hemmavarande i familjen bakbands och försågs med munkavlar. Alla sköts med det hagelgevär Hickock och Smith medfört och beslutat sig för att använda för att avrätta vittnena till rånet. 
Morden upptäcktes när familjen den 16 november inte kom till kyrkan som man kommit överens med sina grannar om. Genom den dåtida kriminaltekniken hade utredarna lyckats fånga skoavtryck efter de båda brottslingarna och den 30 december 1959 togs de bägge misstänkta i förvar av polisen i Las Vegas.

### Avrättning
Både Hickock och Smith dömdes till döden och avrättades genom hängning 14 april 1965.